# بصريات هندسية

كلما انتقل الضوء في الفضاء، يتذبذب في مطال. في هذه الصورة، تم وضع مستوى رأسي عند قمة كل مطال لتوضيح مقدمة الموجة. في تلك الحالة، يُمثل الشعاع السهم العمودي على تلك الأسطح المتوازية.

علم البصريات الهندسية أو علم بصريات الأشعة هو علم يصف انتشار الضوء في صورة أشعة. يُنظر إلى الأشعة في هذا العلم كوسيلة مفيدة في تقريب المسارات التي يسلكها الضوء في ظروف معينة. يقوم هذا العلم على عدة فرضيات بسيطة حول الأشعة، وهي أن الأشعة تنتشر في مسارات مستقيمة أثناء انتقالها في وسط متجانس؛ وتنعطف، وفي ظروف معينة قد تنقسم إلى قسمين، عند مرورها حاجز بين وسطين بصريين مختلفين؛ وتتبع مسارات منحنية في الوسط الذي يتغير معامل انكساره؛ ويمكن امتصاصها أو عكسها. وتتجاهل البصريات الهندسية بعض المؤثرات البصرية مثل الحيود وتداخل الموجات، وهي مفيدة في وصف بعض المفاهيم الهندسية للصور كالزيغ البصري. ووفق مبدأ فيرما فإن المسار بين نقطتين الذي يقطعه شعاع الضوء هو المسار الذي يمكن اجتيازه في أقل وقت ممكن.

## الانعكاس

رسم يوضح الانعكاس على سطح المرآة.

تعكس الأسطح اللامعة كالمرآة الضوء بصورة بسيطة ومتوقعة. يتحدد اتجاه الشعاع المنعكس من خلال الزاوية التي يصنعها الشعاع الساقط مع العمودي على السطح عند نقطة سقوط الشعاع. يكون الشعاع الساقط والمنعكس في مستوى واحد، والزاوية بين الشعاع المنعكس والسطح هي نفسها التي بين الشعاع الساقط والسطح. ويسمى ذلك بالانعكاس المنتظم.

## الانكسار

توضيح قانون سنيل.

يحدث الانكسار عندما يمر الضوء خلال منطقة من الفراغ بها تغيُّر في معامل الانكسار. أبسط حالات الانكسار تحدث عندما يكون هناك سطح فاصل بين وسط منتظم معامل انكساره {\displaystyle n_{1}} ووسط آخر معامله {\displaystyle n_{2}}. في تلك الحالة، يصف قانون الانكسار الانحراف الناتج لشعاع الضوء:
{\displaystyle n_{1}\sin \theta _{1}=n_{2}\sin \theta _{2}\ }
حيث {\displaystyle \theta _{1}} و {\displaystyle \theta _{2}} هما الزاويتان بين العمودي على السطح، والشعاع الساقط والمنكسر على الترتيب. يُصاحب هذه الظاهرة أيضًا تغيُّر في سرعة الضوء، وفق المعادلة التالية:
{\displaystyle v_{1}\sin \theta _{2}\ =v_{2}\sin \theta _{1}}
حيث {\displaystyle v_{1}} و {\displaystyle v_{2}} هما سرعتي شعاعي الضوء خلال الوسطين.

## للقراءة
- Robert Alfred Herman (1900) A Treatise on Geometrical optics
- "نور حدقة الأبصار ونور حديقة الأنظار" مخطوطة عربية عن البصريات الهندسية ترجع إلى القرن السادس عشر الميلادي.
- Theory of Systems of Rays - W.R. Hamilton in Transactions of the Royal Irish Academy, Vol. XV, 1828.

## وصلات خارجية
- Fundamentals of Photonics - Module on Basic Geometrical Optics